# Batalla aérea sobre los Montes Metálicos
La batalla aérea sobre los Montes Metálicos  (en alemán: Luftschlacht über dem Erzgebirge) fue un combate aéreo que se desarrolló alrededor del mediodía del 11 de septiembre de 1944, entre las Fuerzas Aéreas del Ejército de los Estados Unidos (USAAF) y la Luftwaffe de la Alemania Nazi, sobre la cresta de los Montes Metálicos, cerca del pueblo de Oberwiesenthal, y sobre la ciudad comercial bohemia de Schmiedeberg, hoy Kovářská, en la República Checa.

## Transcurso de la batalla
Durante 1944, muchos ataques aéreos aliados tuvieron como objetivo lograr destruir las instalaciones de fabricación de aceite sintético de la industria petrolera alemana. En ellas se fabricaban importantes combustibles militares, tanto para aviones como para vehículos terrestres con base al carbón, y lo cual resultaba ser una importante parte del esfuerzo industrial alemán durante el conflicto. El 11 de septiembre de 1944, las fuerzas estadounidenses lanzaron entonces la Misión 623. Esta misión tenía diez objetivos principales, incluidos Leuna, Lützkendorf, Magdeburg, Misburg, Hannover, Böhlen, Brüx, Ruhland y Chemnitz . Asimismo y en el caso de condiciones meteorológicas adversas, también se seleccionaron muchos otros objetivos alternativos. En total, despegaron 1131 bombarderos B-17, acompañados por 440 aviones de combate P-51, como escoltas.
La fábrica de síntesis de Schwarzheide (Synthesewerk Schwarzheide, o Hydrierwerk BRABAG) en Ruhland - Schwarzheide, fue el objetivo número 7. Fue asignado al Grupo de Bombarderos 100, conocido como el "Centésimo Sangriento" debido a su elevado número de bajas. Este Grupo formaba parte de la Octava Fuerza Aérea de los Estados Unidos, y se encontraba asentado en la RAF Thorpe Abbotts, cerca de Diss, en Inglaterra. Este Grupo voló con una formación de 36 bombarderos pesados B-17G, pertenecientes, a su vez, a los Escuadrones de Bombarderos 349, 350, 351 y 418. El Grupo de bombarderos se acercó desde el oeste, y voló a gran altura sobre Alemania, inicialmente sin ser escoltado por cazas. Sin embargo, el plan era que se encontrarían con los cazas estadounidenses P-51D, de los Grupos de Caza 55.° y 339.º, sobre la cresta de las Montañas Metálicas . Estos cazas estadounidenses habían despegado desde la RAF Horham.
Los alemanes fueron alertados de la llegada de aviones estadounidenses, y entonces despegó una formación de 60 aviones de combate Focke-Wulf Fw 190A y Messerschmitt Bf 109G desde los aeródromos militares ubicados enAlteno y Welzow. Se trataba de los II y III Grupos de la Jagdgeschwader 4. Para las 11:40 horas, cazas estadounidenses y alemanes se encontraban inmersos en combates aéreos intensos al sur de Oberhof, en Turingia, en los que murieron 6 pilotos alemanes y 2 pilotos estadounidenses. Uno de los pilotos fallecidos, el Teniente William Lewis, no fue descubierto hasta 2002, y tras una búsqueda intensiva.
Posteriormente, la batalla principal tuvo lugar al este de Fichtelberg, en el lado bohemio de las montañas. Hasta ese momento, la zona de las Montañas Metálicas no se había visto relativamente afectada por los combates. Sobre Schmiedeberg, el Jagdgeschwader alemán atacó antes de la reunión entre los bombarderos y su escolta, lo que sorprendió a las tripulaciones de los bombarderos en el medio de su vuelo de larga distancia hacia el punto de encuentro. En muy poco tiempo, fueron derribados 14 bombarderos estadounidenses, mientras que otros resultaron dañados. Poco después, los cazas estadounidenses finalmente arribaron a la zona, comenzando entonces a enfrentarse con los cazas alamanes, que en su mayoría eran pilotos jóvenes e inexpertos, siendo esta la primera salida operacional de combate de muchos. Los combates aéreos que siguieron entre los cazas de ambos bandos permitieron que los bombarderos restantes escaparan, siendo cuatro pilotos de combate estadounidenses derribados, contra 37 pilotos de combate alemanes que resultaron derribados.
Cuatro bombarderos estadounidenses fueron alcanzados y se estrellaron, incendiándose, en Schmiedeberg y sus alrededores. Uno de estos aviones, un B-17 llamado Boss Lady, se desintegró en el aire, y su cola cayó sobre el techo de una escuela de niñas, durante el dictado de clases, y en donde quedó incrustada. Otros lugares donde se estrellaron los bombarderos se encontraban cerca de Crottendorf, Kretscham-Rothensehma, Neudorf, Gottesgab (Boží Dar), Tellerhäuser y Schmalzgrube. Aún más dispersos se encontraban los lugares en donde se estrellaron los cazas. Cuatro de ellos lo hicieron cerca de Schmiedeberg y cinco cerca de Weipert (Vejprty), pero también en Bärenstein, Mildenau, Zschopau, Grumbach, Sehma, Reitzenhain, Kühnhaide, Grießbach y Börnichen/Erzgeb.
Los bombarderos estadounidenses restantes lograron alcanzar su objetivo, lanzando más de 50 toneladas de bombas contra la fábrica de síntesis. Luego de ello, la formación de aeronaves emprendió su regreso hacia sus bases.